# Хейденрейх, Эльке

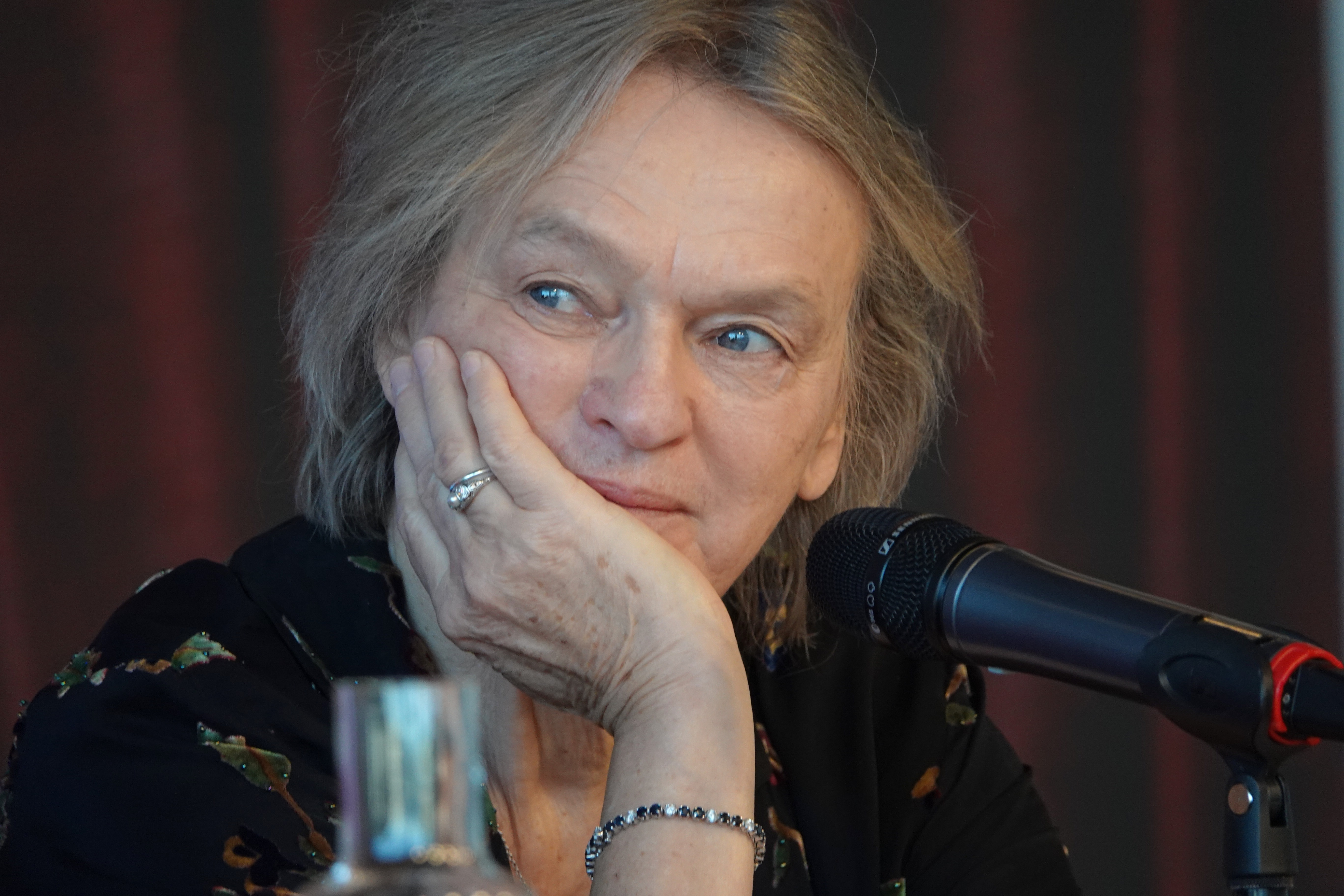
Эльке Хейденрейх, 2023

Эльке Хелене Хейденрейх, урожд. Ригерт (нем. Elke Helene Heidenreich geb. Riegert; род. 15 февраля 1943[…], Корбах, Гессен) — немецкая писательница, журналист, автор сценариев и оперных либретто, литературный критик, артист кабаре и теле- и радио-модератор. С 1975 года выступала в телешоу под псевдонимом Эльза Штратман (Else Stratmann).

## Жизнь и творчество
Родилась в Гессене в семье автомеханика и владельца автозаправки Карла Рикерта. Детство и юность Эльке Рикерт прошли в Эссене. В возрасте 15 лет ушла из семьи и жила у пастора, не имевшего своих детей, у которого в 14 лет проходила конфирмацию. Позднее, после того, как пастор был переведён для службы в Бонн, переехала туда вместе с ним и в Бонне закончила гимназию. В период с 1963 по 1969 годы учится в университетах Мюнхена, Гамбурга и Берлина, где изучает германистику, публицистику, историю театра, а впоследствии и теологию, по которой пишет дипломную работу. В возрасте 23 лет перенесла тяжёлую операцию на лёгких, в результате болезни ей было удалено левое лёгкое.
В 1965 году Эльке выходит замуж за Герта Хейденрейха, затем, после развода с ним, в 1972 году,— за Бернда Шрёдера (развелись в 1995). С 2005 года живёт вместе с гамбургским пианистом и композитором Марком-Аурелем Флоросом. В настоящее время Эльке Хейденрейх живёт и работает в Кёльне.
Начиная с 1970 года Эльке Хайденрейх выступает как писательница, литературный критик ведущая программ на радио и телевидении. Начала свою карьеру на радио в программах «Литературный журнал» радиоканала «SWF3».
В 1975 году она создаёт комический образ «Эльзы Штратман», фантастической фигуры жены мясника, которая гротескно высказывается в спорах с мужем и дочерью по разнообразнейшим темам современного им немецкого быта. За прошедшие годы программа с «фрау Штратман» более 4000 раз транслировалась на радиоканалах «WDR 2» и «SWF 3», также вошла в программы телеканала ZDF. Песня, посвящённая «Тётке Эльзе» вошла в альбом немецкой рок-группы Die Toten Hosen 1989 года.
В 1980-е годы Эльке работает ведущей многочисленных телевизионных и радио-программ в Берлине ("свободное радио Берлин, программа «Люди» 1984—1987), в 1984 году в Кёльне (телеканал WDR), c 1990 на телеканале ZDF. C 1983 и по 1999 год она пишет статьи для женского журнала «Бригитта». В 1992 году состоялся литературный дебют Хейденрейх как писательницы: в свет выходит сборник её рассказов «Колонии любви» (Kolonien der Liebe). Центральной темой в сочинениях писательницы являются сложные, кризисные отношения между мужчинами и женщинами, проблемы внутри семьи, также между доманинтными родителями и их детьми. В 1995 Э.Хейденрейх пишет «кошачью» повесть «Нерон Корлеоне», ставшую бестселлером и занявшую в списке лучших литературных произведений по оценке журнала Spiegel за 1996 год шестое место. В последующие годы выходят написанные ею книги для детей «Некоторые думают, что на Южном полюсе жарко» (Am Südpol, denkt man, ist es heiß, 1998) и «Кое-что ещё» (Sonst noch was, 1999), в центре которых также рассматриваются отношения между человеком и животными. В 2001 году выходит книга автобиографических рассказов «Спиной к миру» (Der Welt den Rücken). В следующем году выходит в свет написанный вместе с мужем Бердом Шрёдером сборник рассказов «Гребущие собаки» (Rudernde Hunde).
В период с 1995 по 1996 год Хейденрейх издала в журнале «Brigitte» 26 литературно-критических статей, в работающем с ней литературном издательстве Bertelsmann с 2009 по 2013 выходит около 40 романов и книг по специальным вопросам, в частности о музыке. Общий тираж написанных ею книг составил более 2 миллионов экземпляров.
Хейденрейх является также автором оперных либретто. Начиная с 1998 года она пишет эти произведения для оперного театра Кёльна, в том числе адаптирует оперные тексты для детских постановок. В апреле 2005 года в кёльнской опере была поставлена её первая работа для детей «Корабль опер, или на Южном полюсе жарко» (автор музыки — берлинский композитор Мариус Феликс Ланге. В декабре 2008 года также в кёльнской опере должна была состояться её вторая работа «Случай Адриана» (композитор — Марк Аурел Флорос), но в связи с тяжёлой болезнью композитора премьера была отложена.

### Роли в кино и на телевидении
Хейденрейх сыграла роль офицера разведки Хельмы Крап с фантастическом фильме «Космический патруль Орион». В июле 2012 — декабре 2013 года она выступает в сериале «Запретная любовь» (Verbotene Liebe) немецкого телеканала ARD.

## Награды
- 1981: «Золотая камера (1980)» в категории «Лучший автор/модератор»
- 1982: премия Вильгельма-Любке
- 1984: "«Золотая Европа»
- 1985: Почётная награда премии Гримме за «Заметка Эльзы Штратман об Олимпиаде»
- 1996: «Кальбахская кобра» за Nero Corleone
- 1996: Премия за искусство речи («Medienpreis für Sprachkultur»)
- 1997: Vlag en wimpels
- 1997: Prix de la lecture à deux voix
- 1998: награждение L. Batchelder Award за Nero Corleone. A Cat’s Story
- 2002: Оффенбахская литературная премия
- 2003: Журналистская премия Германского среднего класса (des Deutschen Mittelstands)
- 2003: Большая премия в области культуры, учреждённая банковским фондом Рейнланд
- 2003: премия «Бэмби» за радио- телепрограмму Читай!
- 2006: премия Адольф-Гримме (особо почётная награда от объединения высших народных школ Германии)
- 2008: премия Ганс-Бауш (в области средств массовой информации)
- 2009: Маркграфская почётная премия
- 2010: премия Юлиус-Кампе
- 2011: Литературная премия Корине
- 2021: Литературная премия Эрнст-Иоганн
- 2021: Германская премия разговорного искусства (3-е место)

## Сочинения (избранное)
Книги:
- «Рассказы или пьеса? Новости от Эльзы Штратман (Geschnitten oder am Stück?» Neues von Else Stratmann).
- Нет страны лучше. Германия в шести частях (Kein schöner Land. Ein Deutschlandlied in sechs Sätzen.) Bellevue-Edition Nr. 2. Elster, Bühl-Moos 1985.
- С костями или без них? Последнее от Эльзы Штратман («Mit oder ohne Knochen?» Das Letzte von Else Stratmann) rororo 5829. Rowohlt, Reinbek bei Hamburg 1986, ISBN 3-499-15829-9.
- Предприятие ковчег Ноя. Пьеса (Unternehmen Arche Noah. Ein Stück.) 1986.
- Колонии любви (Kolonien der Liebe.), рассказы. Rowohlt, Reinbek bei Hamburg 1992, ISBN 3-498-02911-8.
- Nero Corleone. Carl Hanser, München 1995, ISBN 3-446-18344-2.
- Думают, что на Южном полюсе жарко (Am Südpol, denkt man, ist es heiß.). Иллюстрации Квинта Буххольца. . Carl Hanser, München 1998, ISBN 3-446-19443-6.
- Кое-что ещё (Sonst noch was.), иллюстрации Бернда Пфарра. Carl Hanser, München 1999, ISBN 3-446-19742-7.
- Спиной к миру (Der Welt den Rücken)., рассказы. Carl Hanser, München 2001, ISBN 3-446-20052-5.
- Макбет, вялий убийца (Macbeth, Schlafes Mörder.) Frederking und Thaler, München 2002, ISBN 3-89405-459-X.
- Эрика, или скрытый смысл смысл жизни (Erika — oder der verborgene Sinn des Lebens). Sanssouci Verlag, München 2002, ISBN 3-7254-1249-9.
- Любовь (Die Liebe.), рассказы. Rowohlt, Reinbek bei Hamburg 2008, ISBN 978-3-499-24782-8.
- совместно с Берндом Шрёдером: Старая любовь (Alte Liebe.), рассказы. Hanser, München 2009, ISBN 978-3-446-23393-5.
- Возвращение Nero Corleone (Nero Corleone kehrt zurück.) Hanser, München 2011, ISBN 978-3-446-23661-5.
- совместно с Томом Краузом: mit Tom Krausz: Дилан Томас — валлиец, поэт, пьяница (Dylan Thomas — Waliser, Dichter, Trinker.) Knesebeck, München 2011, ISBN 978-3-86873-222-1.
- Домашние истории — наблюдение через замочную скважину за животными (Homestories — Tiere durchs Schlüsselloch beobachtet.). Kein & Aber, Zürich/Berlin 2012, ISBN 978-3-0369-5650-3.
- Всё не случайно (Alles kein Zufall), короткие истории. Hanser, München 2016, ISBN 978-3-446-24601-0.
- Мужчины в пальто из верблюжьей шерсти. Краткие истории об одежде и людях (Männer in Kamelhaarmänteln — Kurze Geschichten über Kleider und Leute.) Carl Hanser, München 2020, ISBN 978-3-446-26838-8.
- Это надолго. Жизнь с книгами о женщинах (Hier geht’s lang! Mit Büchern von Frauen durchs Leben). Eisele Verlag, München 2021, ISBN 978-3-96161-120-1.
- Её счастливые глаза. Короткие истории о дальних странствиях (Ihr glücklichen Augen: Kurze Geschichten zu weiten Reisen.) Carl Hanser, München 2022, ISBN 978-3-446-27395-5.
- Фрау доктор Морман и я (Frau Dr. Moormann und ich) Carl Hanser, München 2023, ISBN 978-3-446-27595-9.

Сценарии, аудиокниги (избранное)
- Дни рождения Габи Хамбахер (Die Geburtstage der Gaby Hambacher) (1971).
- Воскресные истории про Анну (Sonntagsgeschichten mit Anna) (1974).
- Вызов (Herausforderung) (1975).
- Совращения (Verführungen) (1979).
- Подруги (Freundinnen) (1980).
- Tour de Ruhr (теле-сериал) (1981).
- Под немецкими крышами (Unter deutschen Dächern) (1983).
- Счастливчики (Glückspilze) (1984).
- Нет страны лучше (Kein schöner Land (Fernsehserie)|Kein schöner Land]] (1984).
- Nero Corleone (1995).
- Итак… лучшие статьи из «Бригитты»

Оперная литература
- Elke Heidenreich, Christian Schuller, Klaus Lefebvre: Тайное королевство. Опера для детей (Das geheime Königreich. Oper für Kinder.)
- Elke Heidenreich, Christian Schuller: Опера! Объяснение в любви (Oper! Eine Liebeserklärung.)

Аудиозаписи
- Доктор Дулитл и его звери (Doktor Dolittle und seine Tiere.) Gelesen von Elke Heidenreich, Kein & Aber, Zürich 2000, ISBN 3-906547-29-9.

## Фильмы (избранное)
- Тур через Рур (Tour de Ruhr). (телесериал)
- Бесплатная поездка (Die Pauschalreise). телефильм. 56 Min. премьера: 1. Januar 1987, Südwestfunk 3.
- Космические шары (Spaceballs). научно-фантастическая кинокомедия, США, 1987, 96 Min., сценарий и режиссура: Мел Брукс.
- Космический патруль Орион (Raumpatrouille Orion). Spielfilm, Deutschland, 2003, 96 Min.
- Эльке Хейденрейх: Совсем уж легко не получится (Elke Heidenreich: Ganz so leicht muss es auch nicht sein.), документальный фильм, Deutschland, 58 Min., 2004
- Дилан Томас — поэт, писавший на алкоголе (Dylan Thomas — Dichter mit Treibstoff Alkohol.) документальный фильм, Deutschland, 2009,
- Мой Верди. Представляет Эльке Хейденрейх (Mein Verdi. Präsentiert von Elke Heidenreich). культурная программа, Deutschland, 2013, 49:30 Min. August 2014 bei Servus TV.
- Эльке Хелене Хейденрейх, урождённая Ригерт — почти автопортрет (Elke Helene Heidenreich geborene Riegert — Fast ein Selbstportrait. февраль 2018, WDR телефильм, канал WDR 5.